# Blair St. Clair
Blair St. Clair, née le 16 mai 1995, est une drag queen et chanteuse américaine, plus connue pour avoir participé à la dixième saison de la compétition télévisée RuPaul's Drag Race et aussi à la cinquième saison de Rupaul's Drag Race All Star.

## Jeunesse
Blair St. Clair est née dans l'Indiana le 16 mai 1995. Elle est allée au lycée Perry Meridian High School à Indianapolis où elle faisait du théâtre. 

## Carrière
Blair St. Clair se fait d'abord connaitre lorsqu'elle remporte le titre de Miss Gay Indiana en 2016. Elle est révélée être une des quatorze participantes à la saison dix de RuPaul's Drag Race avant l'annonce officielle du casting à la suite de son arrestation pour délit de conduite sous l'empire d'un état alcoolique. Elle est la première concurrente de Drag Race à venir d'Indiana. Elle est la sixième queen éliminée dans un lipsync face à The Vixen sur la chanson I'm Coming Out de Diana Ross, arrivant par conséquent en neuvième place,.
La robe de Blair St. Clair à l'occasion de la grande finale a été créée par Mondo Guerra, ancien concurrent de Projet haute couture. Après l'émission, elle défile en octobre 2018 pour la collection de Mondo Guerra à FashioNXT. 

### Musique
Le lendemain de son élimination de Drag Race, Blair St. Clair sort son premier album "Now or Never" le 27 avril 2018. Dans le clip vidéo du morceau apparaissent Jinkx Monsoon, Manila Luzon et Max Emerson. 
Blair St. Clair sort un autre single, « Call My Life » avec un clip vidéo le 26 juin 2018. Son premier album de sept morceaux portant le même nom sort trois jours après,. Alaska, gagnante de la saison deux de RuPaul's Drag Race All Stars, chante avec Blair sur la sixième chanson de l'album, « America's Sweetheart ». L'album se place en première place du Billboard Dance/Electronic Sales Chart. Un EP remix du single « Call My Life » sort le 10 août 2018. Il inclut Dave Audé, Chris Cox, DrewG., Hector Fonseca, Zambianco et Ralphi Rosario. Elle sort son troisième single, « Irresistible » avec un clip vidéo le 25 octobre 2018,. Blair St. Clair sort son single « Easy Love » le 12 juillet 2019.

## Vie privée
La première partie du nom de Blair St. Clair vient du personnage de Blair dans Gossip Girl, et la deuxième partie lui a été suggérée par sa mère après qu'elle est passée par la rue St. Clair au centre-ville d'Indianapolis. 
Blair St. Clair fut victime de viol lors d'une fête quand elle était au lycée. Elle a partagé son histoire pendant qu'elle était à Drag Race,,. En 2018, la gagnante de la saison 6 de Drag Race, Biance Del Rio, a fait une plaisanterie controversée à ce propos lors d'un de ses spectacles comiques. Del Rio a reçu beaucoup de réactions négatives de la part des fans et de drag queens, dont Blair St. Clair elle-même,. 

## Filmographie

### Télévision
| Année | Titre                        | Rôle      | Notes                  |
| ----- | ---------------------------- | --------- | ---------------------- |
| 2018  | RuPaul's Drag Race           | Elle-même | Concurrente (9e place) |
| 2018  | RuPaul's Drag Race: Untucked | Elle-même | Concurrente (9e place) |

### Web series
| Année | Titre                  | Rôle      | Notes                       |
| ----- | ---------------------- | --------- | --------------------------- |
| 2018  | Cosmo Queens           | Elle-même | Invitée                     |
| 2018  | Queen To Queen         | Elle-même | Invitée, avec Mayhem Miller |
| 2018  | Countdown To The Crown | Elle-même | Saison 10                   |
| 2018  | How To Makeup          | Elle-même | Invitée                     |
| 2020  | Supbruh                | Elle-même | Invitée                     |

### Clips musicaux
| Année | Titre        |
| ----- | ------------ |
| 2018  | Now or Never |
| 2018  | Call My Life |
| 2018  | Irresistible |

## Discographie

### Albums studio
| Titre        | Détails                                                                                             | Place la plus haute dans les classements | Place la plus haute dans les classements | Place la plus haute dans les classements |
| Titre        | Détails                                                                                             | US Dance/ Elec.                          | US Heat                                  | US Indie                                 |
| ------------ | --------------------------------------------------------------------------------------------------- | ---------------------------------------- | ---------------------------------------- | ---------------------------------------- |
| Call My Life | - Sortie: 28 juin 2018 - Label: Producer Entertainment Group - Format: CD, téléchargement numérique | 1                                        | 11                                       | 34                                       |

### Albums remix
| Titre                 | Détails                                                                                         |
| --------------------- | ----------------------------------------------------------------------------------------------- |
| Call My Life: Remixed | - Sortie: 10 août 2018 - Label: Producer Entertainment Group - Format: Téléchargement numérique |

### Singles
| Titre        | Année | Place la plus haute dans les classements | Place la plus haute dans les classements | Place la plus haute dans les classements | Album             |
| Titre        | Année | US Dance                                 | US Dance/Elec.                           | US Dance/Elec.Digital                    | Album             |
| ------------ | ----- | ---------------------------------------- | ---------------------------------------- | ---------------------------------------- | ----------------- |
| Now or Never | 2018  | —                                        | —                                        | 18                                       | Call My Life      |
| Call My Life | 2018  | 8                                        | 46                                       | —                                        | Call My Life      |
| Irresistible | 2018  | —                                        | —                                        | —                                        | Call My Life      |
| Easy Love    | 2019  | —                                        | —                                        | —                                        | Single hors album |